# Култук (Усольский район)
Култук — деревня в Усольском районе Иркутской области России. Входит в состав Новожилкинского муниципального образования.

## География
Деревня находится на расстоянии примерно 23 км к юго-западу от рабочего посёлка Белореченский, административного центра района.

## Население
| 2002 | 2010 | 2011 | 2012 |
| ---- | ---- | ---- | ---- |
| 574  | ↘572 | →572 | ↗583 |

### Половой состав
По данным Всероссийской переписи, в 2010 году в деревне проживали 572 человека (287 мужчин и 285 женщин).